# Juan Morales Ruiz
Pour les articles homonymes, voir Juan Ruiz et Morales.
Morales  Ruiz est un nom espagnol. Le premier nom de famille, en général paternel, est Morales ; le second, en général maternel, souvent omis, est Ruiz.
Juan José Morales Ruiz, également écrit Juan José Morales-Ruiz pour le public non-hispanophone, (né le 17 décembre 1953) est un mathématicien espagnol.

## Formation et carrière
Morales Ruiz étudie la physique à l'université de Barcelone, y obtenant son diplôme en 1979, et il obtient son doctorat en 1990 à l'université de Barcelone sous la direction de Carles Simó (de) avec une thèse intitulée écnicas algebraicas para el estudio de la integrabilidad de sistemas hamiltonianos). Il est professeur à l'Université Polytechnique de Catalogne (depuis 1991) et est professeur à l'Université Polytechnique de Madrid.

## Travaux
Il s'intéresse à la théorie galoisienne des équations différentielles. Avec Jean-Pierre Ramis il donne un critère théorique galoisien pour l'intégrabilité des systèmes hamiltoniens (en particulier, ils sont intégrables si la composante connexe d'un des groupes différentiels de Galois est commutative).

## Publications (sélection)
- avec J.-P. Ramis : Galoisian obstructions to integrability of Hamiltonian systems, Methods Appl. Anal. 8, Volume 8, 2001, pp. 33-96, 97-112
- avec J.-P. Ramis, Carles Simó : Integrability of hamiltonian systems and differential Galois groups of higher variational equations, Ann. Sci. Ecole Normale Supérieure, 40, 2007, 845-884, numdam
- Differential Galois theory and non integrability of Hamiltonian systems, Birkhäuser 1999 (lauréat du prix Ferran-Sunyer-i-Balaguer en 1998[2],[3])